# Pecorino (vitigno)

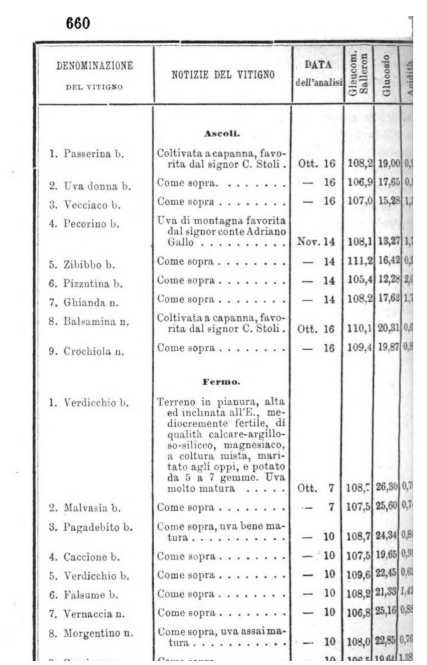
Bollettino ampelografico: tabella della provincia di Ascoli con analisi del vitigno eseguite il 14 novembre 1875

Il pecorino è un vitigno a bacca bianca impiegato esclusivamente per la vinificazione diffuso nelle Marche, in Abruzzo e, in misura minore, in Lazio e Umbria. Il vitigno è iscritto con DM del 25.05.1970 al Catalogo Nazionale delle Varietà che identifica il territorio delle province di Ascoli Piceno, Macerata ed Ancona come raccomandato alla coltivazione..
Oltre ad essere utilizzato per la produzione dell'omonimo vino, concorre alla formazione del vino DOCG Offida e di diversi vini DOC fra cui il Falerio dei Colli Ascolani. La superficie coltivata, in ascesa dagli anni 2000, ha toccato nel 2010 i 1114 ettari.

## Storia
L'origine di questo vitigno è stata oggetto di dibattiti e convegni a livello locale a partire dagli anni 2000. La sua coltivazione è ampiamente documentata a partire dalla seconda metà dell'Ottocento, ed è generalmente considerato un'antica varietà originaria dell'area dei Monti Sibillini. 
L'enologo Alberto Mazzoni, riprendendo da Molon, sostiene che le sue caratteristiche sono quelle di una varietà «di antica coltivazione» delle regioni Abruzzo, Lazio, Marche ed Umbria «ritenuto comunque un vitigno italico di origine marchigiana». Non sono chiare le origini del suo nome, il quale potrebbe avere origini bucoliche: secondo alcuni studi sembrerebbe derivare dal fatto che le pecore condotte al pascolo nelle alte zone del fiume Tronto trovassero appetibili gli acini d'uva.
La prima fonte documentale risale all'anno 1526 ed è contenuta negli Statuti di Norcia (PG) dove si trova un riferimento a «vigne de pecurino»: 
(Statuti di Norcia, Liber Tertius, Rubrica CXII)
Questa norma obbligava chiunque fosse proprietario di un vigneto di pecorino nella Terra di Norcia e suo Contado e Distretto a dover piantare un canneto per impiegare le canne come sostegni adatti a sorreggere i filari. Inoltre prevedeva la pena di 10 soldi per chiunque procurasse danno ai vigneti, specificando che ogni testimone era tenuto a dare informazioni su coloro che avessero procurato la rovina delle canne a pena di 10 soldi. La statuizione aveva validità sull'intero territorio sottoposto alla giurisdizione norcina che all'epoca comprendeva anche la Terra d'Arquata e le sue ville. Quest'ultime costituivano l'unica annessione alla città umbra dall'anno 1497.
Nel XIX secolo, con la sistematizzazione dell'ampelografia viene redatto il primo bollettino esaustivo delle varietà di vitigni della penisola, pubblicato nel 1876 dal Ministero d'Agricoltura, Industria e Commercio, che rende noti i risultati dell'analisi eseguita nel 1875; i comuni che segnalano la presenza di vitigni pecorini sul proprio territorio sono molti, distribuiti fra le province di Pesaro, Ancona, Macerata e Teramo.
Un'ulteriore citazione della denominazione del vitigno «chiamato Pecorino», coltivato sulle montagne di Arquata, si legge nel Bollettino degli Agricoltori edito nel 1901 che riporta le notizie fornite dalla Cattedra ambulante di agricoltura della Provincia di Ascoli Piceno. Il vitigno è descritto come un «Riesling» da cui si ricava «un prodotto abbontate e molto stimato» 
Nell'anno 1903, la stessa definizione di vitigno Pecorino con caratteristiche di Riesling compare nel testo di Savatore Mondini.
Nella provincia di Ascoli Piceno, affermatasi poi come area di maggior produzione, il vitigno al tempo non veniva citato fra le varietà maggiormente diffuse. Tuttavia, la denominazione del vitigno pecorino bianco si trova nella tabella della provincia di Ascoli dove sono riportate le notizie della cultivar descritto come: «uva di montagna favorita dal signor conte Adriano Gallo», noto proprietario di immobili e terreni coltivati a vigneto nel comprensorio di Arquata del Tronto membro della commissione ampelografica di Ascoli Piceno.
Nel corso del XX secolo la sua coltivazione si ridusse ad aree molto limitate, quali la valle di Arquata del Tronto e le zone pedemontane della provincia di Macerata. 
Nel 1970 il vitigno Pecorino (cod. 187) è stato iscritto presso il Registro Nazionale del Ministero dell'Agricoltura (G.U. 149 - 17/06/1970) nel quale viene citato anche l'unico sinonimo ufficiale "Vissanello". 
Dimenticato durante la fase di rinnovamento dei vigneti avvenuta negli anni ’70, il pecorino era rimasto confinato nei vecchi impianti delle zone pedemontane di Ascoli Piceno e Macerata ed è stato riscoperto da Guido Cocci Grifoni negli anni Ottanta nella frazione di Pescara del Tronto, dove si trovavano antichi vigneti sopravvissuti alla fillossera. È stato reintrodotto a partire dal 1984 nella provincia di Ascoli Piceno ed in diverse località marchigiane ed abruzzesi.
Alcune accessioni di Pecorino sono sopravvissute al periodo fillosserico, franche di piede, in virtù del fatto che venivano coltivate in alcuni particolari terreni isolati e/o tendenzialmente sabbiosi, dove l’afide non era in grado di riprodursi. 
Nell’azienda Guido Cocci Grifoni la prima produzione di vino ottenuto da uve Pecorino vinificate in purezza risale al 1990. Grazie alla prima opera di valorizzazione dell’azienda Cocci Grifoni, il vitigno si è diffuso rapidamente nell’area di Offida e nei comuni limitrofi, fino ad arrivare ad essere tra i più rappresentativi del territorio regionale con oltre 1000 ettari coltivati. Guido Cocci Grifoni, grazie alla riscoperta ed alla valorizzazione del Pecorino, avvia il dibattito sulla coltivazione dei vitigni autoctoni sul territorio regionale in contrapposizione ai vitigni internazionali, come Chardonnay e Sauvignon. 

## Zone di coltivazione
La sua coltivazione è diffusa maggiormente nelle Marche ed in Abruzzo e, in misura minore, nel Lazio ed Umbria.
La superficie coltivata, in ascesa dagli anni 2000, ha toccato nel 2010 i 1114 ettari.
Dai dati del 5º censimento Nazionale dell'Agricoltura emerge che la sua presenza e la sua coltivazione sono maggiormente concentrate nella regione Marche, in particolare in provincia di Ascoli Piceno..

## Caratteristiche morfologiche

### Scheda ampelografica
Come riportato nel Registro Nazionale delle Varietà di Vite, per la descrizione di questa varietà di vitigno sono stati osservati due cloni esistenti: 
- «il primo nel comune di Arquata del Tronto, nella frazione di borgo Trisungo, in provincia di Ascoli Piceno», iscritto ed identificato come: «Pecorino B, Clone I, VCR 417, G.U. 186 del 9 agosto 2013»;[23]
- «il secondo nel territorio del comune di Pieve Torina, zona di Casavecchia, in provincia di Macerata».

Le loro caratteristiche sono state confrontate con quelle riscontrate su piante di viti coltivate in provincia di Ancona e dell'Aquila.
- «Germogliamento: il germoglio di 10-20 cm mostra un apice: a ventaglio, setoloso, verde giallastro. Foglioline apicali (dalla 1ª alla 3ª): leggermente a gronda, glabre, verde sfumate di marrone, cordiformi, seno peziolare a V. Foglioline basali (dalla 4ª in poi): a coppa, glabre, verde, orbicolari, seno peziolare a U. Asse del germoglio: glabro, verde o leggermente striato marrone, eretto.[1] Germoglio alla fioritura si diversifica per le foglioline basali: distese, glabre, verde, orbicolari, seno peziolare a U, e pr l'asse del germoglio: glabro, verde o leggermente striato di marrone, ricurvo».[1]
- «Fioritura: l'infiorescenza è di media grandezza, cilindrica, racimoli e fiori semiserrati, peduncolo verde, sfumato di marrone alla base. Il fiore ha una forma a bottone fiorale: piccolo, rotondeggiante, corolla verde con apertura regolare; fiore aperto: ermafrodita regolare, autofertile.»[1]
- «Invaiatura: la maturazione dei frutti è contraddistinta da un cambiamento di colore, che dal verde originario va gradatamente verso il verde-giallastro.»
- «Maturazione dell'uva: precoce, i grappoli si conservano a lungo sulla pianta, ma non distaccati.»

## Caratteristiche varietali
Le caratteristiche varietali come riportate nella scheda ampelografica nel Registro Nazionale delle Varietà di Vite:

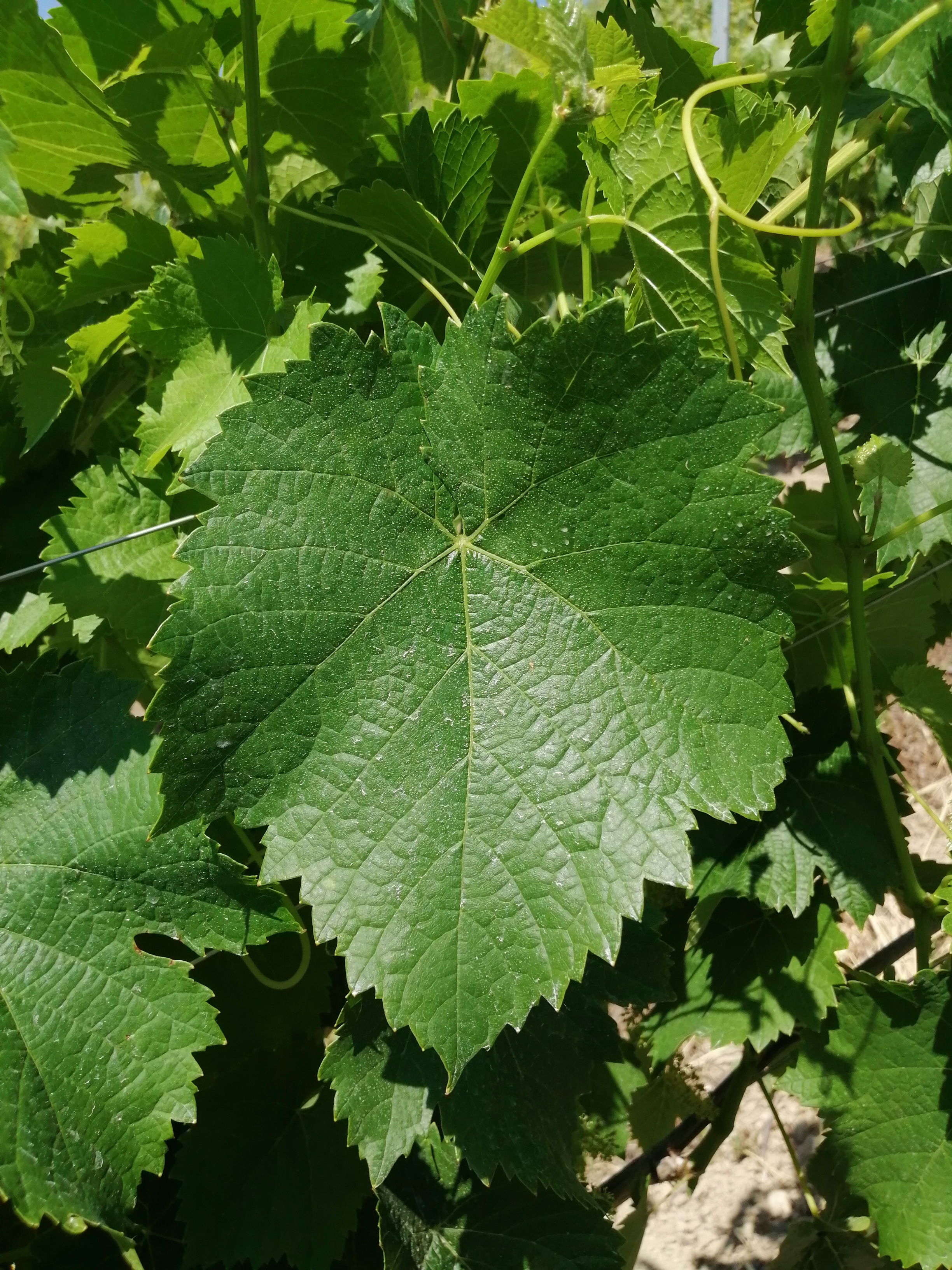
Foglia di una pianta di Pecorino

«Foglia: di media grandezza o meno, orbicolare, intera o trilobata; seno peziolare a lira chiuso e anche con bordi sovrapposti; seni laterali superiori a V aperti o semi-chiusi, poco profondi; seni laterali inferiori mancanti o appena accennati. Pagina superiore glabra, verde carico; pagina inferiore glabra; lembo leggermente a gronda, con superficie leggermente bollosa; lobi ondulati con angoli terminali alla sommità generalmente retti. Nervatura principale sulla pagina inferiore verde o leggermente sfumata di rosa, glabra. Dentatura mediamente regolare, in 1, 2 o 3 serie, con denti di media grandezza, a margini parte rettilinei, parte leggermente concavi, a base stretta.»

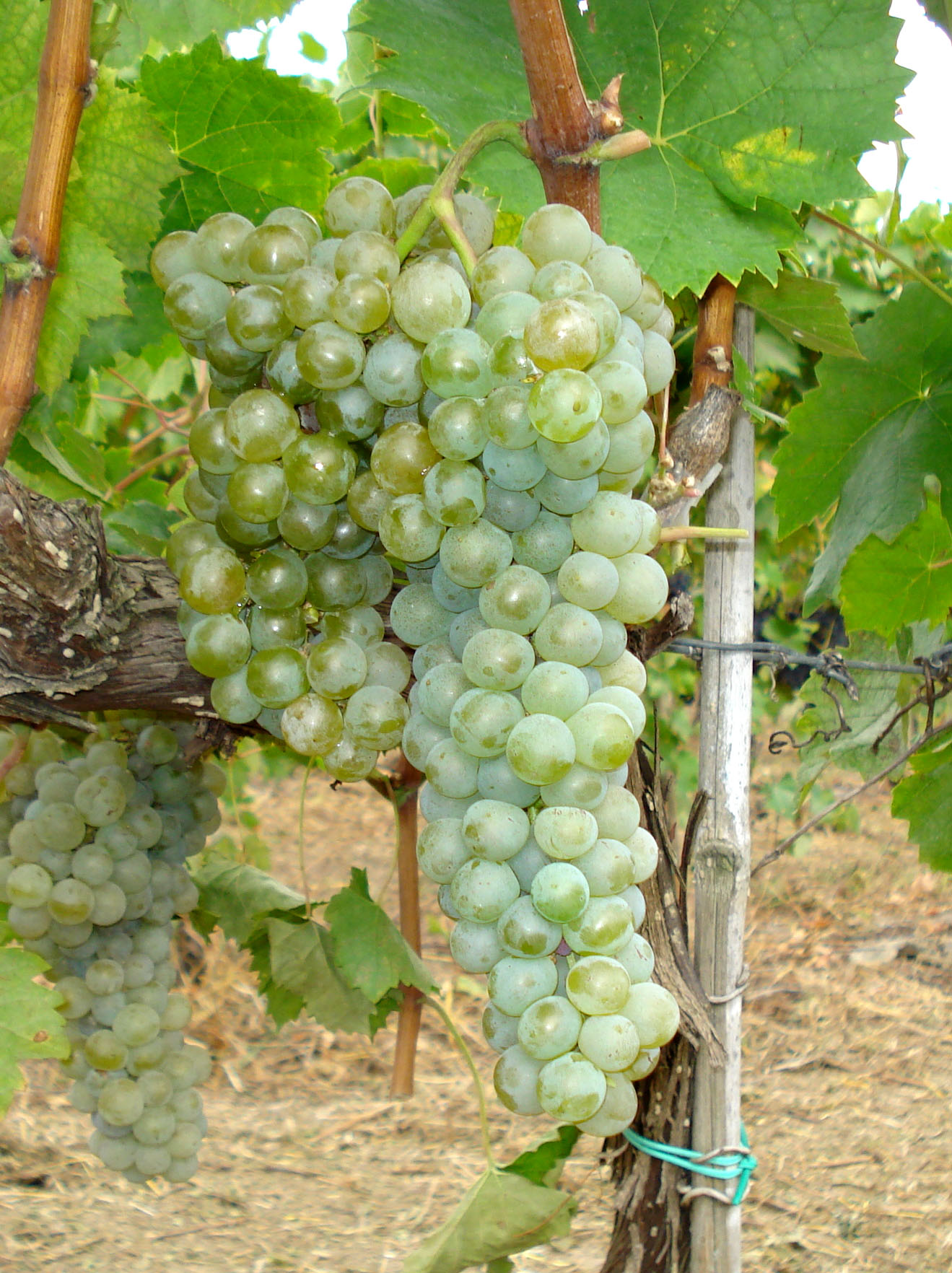
Grappolo di Pecorino

«Grappolo: di media grandezza o quasi piccolo, cilindrico o cilindro-conico, alcune volte alato, semi-serrato o semi-spargolo per leggera colatura; peduncolo di media lunghezza o quasi lungo, esile, semi-legnoso; pedicello di media lunghezza, esile, verde; cercine mediamente evidente, di media grossezza, verde; pennello piccolo, verde-giallastro.»
«Acino: medio o quasi piccolo, sferico; buccia sottile e mediamente consistente, giallastra, alcune volte screziata di marrone, mediamente pruinosa; ombelico appena evidente; polpa sciolta e a sapore semplice; separazione dell'acino dal pedicello mediamente resistente.»
«Picciolo: lungo, di media grossezza, rotondeggiante, verde sfumato di rosa pallido, glabro.»
«Colorazione: autunnale delle foglie: la colorazione sfuma dal verde al giallo.»

## Vini ricavati
Per le sue caratteristiche enologiche è utilizzato:
- Solo in purezza (100% uve Pecorino) per l'omonimo vino.
- Con aggiunta di altre uve concorre alla formazione dei vini:
  - DOCG: Offida Pecorino (Pecorino minimo 85%);
  - DOC: Abruzzo, Colli Maceratesi, Controguerra, Falerio;
  - IGT: Allerona, Basilicata, Bettona, Cannara, Civitella d'Agliano, Colli Aprutini, Colli Cimini, Colli del Sangro, Colline Frentane, Colline Pescaresi, Colline Teatine, Del Vastese o Histonium, Frusinate o del Frusinate, Lazio, Marche, Narni, Spello, Terre Aquilane, Terre di Chieti, Umbria.[24][4]

## Denominazioni[25]
Offida Pecorino DOCG
Vitigni: Pecorino minimo 85%; possono concorrere altre varietà non aromatiche a bacca bianca fino a un massimo del 15%. La sua Denominazione di Origine Controllata e Garantita è nata nel 2011 (come riporta il disciplinare di produzione).
DOC Abruzzo
DOC Colli Maceratesi
DOC Controguerra
DOC Falerio Pecorino
Vitigni: Pecorino minimo 85%; possono concorrere altre varietà non aromatiche a bacca bianca fino a un massimo del 15%.
DOC Terre Tollesi

## Sinonimi
I sinonimi indicati dal Ministero delle politiche agricole sono suddivisi per provincia di appartenenza:
- Pecorino di Osimo, Mosciolo, Moscianello in provincia di Ancona,
- Vissanello (da Visso) in provincia di Macerata,
- Pecorino di Arquata, Pecorina Arquatanella o Arquitano, Promotico, Vecià in provincia di Ascoli Piceno,
- Norcino (da Norcia) in provincia di Perugia,
- Pecorina, Dolcipappola in Umbria.

## Abbinamenti gastronomici
Il pecorino, per le sue acidità e sapidità, può essere ben abbinato all’oliva all’ascolana o a una tempura di verdure. Si può accompagnare anche a uno spezzatino di carne bianca ben condito, grazie all’alcolicità. Per sapidità e struttura, è ottimo con tutti i piatti di pesce: da elaborati brodetti, a primi piatti anche a base di nero di seppia, arrosti e grigliate di pesce, oltre a crudi di mare.